# Lamyctes africanus
Lamyctes africanus är en mångfotingart som först beskrevs av Carl Oscar von Porat 1871.  Lamyctes africanus ingår i släktet Lamyctes och familjen fåögonkrypare. Inga underarter finns listade i Catalogue of Life.